# El Houaita
El Houaita (în arabă الحوايطة) este o comună din provincia Laghouat, Algeria.
Populația comunei este de 2.789 de locuitori (2008).